# Аврам Шарон
Аврам Шарон е изрелски дипломат.
Роден е в Силистра, емигрира в Израел през 1951 г. Завършва политически науки и история на Близкия изток.
Посланик е на Израел в България от 2002 до 2006 г. Носител е на българските ордени „Мадарски конник“, I степен и „Заслужил деятел“ на БЧК.